# Кот и лиса (мультфильм)
«Кот и лиса» — российский мультфильм, который создал режиссёр Константин Бронзит на студии «Пилот» при участии студии «Мельница» в 2004 году.
«Кот и лиса» входит в цикл «Гора самоцветов». В начале мультфильма — пластилиновая заставка «Мы живём в России — Вологда».
Мультфильм создан по одноимённой русской народной сказке, у которой уже были две экранизации: «У страха глаза велики» и «Кот Котофеевич».

## Сюжет
У одного мужика жил кот — проказник и обжора. Мужик в конце концов не выдержал, засунул кота в старый солдатский мундир и отнёс его в лес, где и бросил. Там кот случайно встретившись с лисой, представился как «Котофей Иванович, которого прислали сюда из сибирских лесов воеводой» и для важности на манер Кутузова прикрыл один глаз пуговицей, оторванной от мундира. Лиса усмехнулась, но посчитала, что Кот может быть ей полезен, и предложила ему жениться на ней. Кот на это согласился, и они стали жить вместе. На следующее утро Лиса пошла в лес собирать угощения для «воеводы». По пути она встретила Волка, Кабана и Медведя. Им она рассказала что теперь она нового воеводы жена, а сам воевода очень свирепый. Зверям стало интересно что это за воевода, а Лиса поставила условие — чтобы посмотреть на воеводу, нужно собрать для Котофея Ивановича гостинцев, на опушке положить, а им самим спрятаться. Вечером они принесли гостинцы, положили на пень, спрятались и попросили Зайца оповестить о своём визите. Когда Лиса со своим «мужем» пришли на опушку, Кот увидел приготовленные для него гостинцы и бросился их есть. Ел он с таким грозным урчанием, что зверям показалось, что ему мало гостинцев и он может и на них наброситься. Кот всё быстро съел, а Волк, которому ничего не было видно из листьев, в которые он зарылся, не выдержал, и решил сам посмотреть на «воеводу». Кот увидел из под листвы нос Волка, принял его за мышку, и крепко уцепился в него когтями, Волк стал метаться, а Кот в страхе прыгнул на дерево, на котором был Медведь. Медведь стал лезть от этого «воеводы» на самую вершину дерева, сорвался и упал прямо на Кабана. Кабан за секунду до этого спрятал Зайца в свою корзинку от «расправы». А Кот тем временем потерял свою пуговицу, она упала прямо на нос Волка, а затем с дерева свалился и сам Кот. Волк, Кабан, Медведь и Заяц испугались настолько, что разбежались, а потом стали регулярно приносить подарки. С тех пор Кот и Лиса стали жить сытно.

## Создатели
| Автор сценария и режиссёр             | Константин Бронзит |
| Художники-постановщики                | Константин Бронзит Дарина Шмидт |
| Художники-аниматоры                   | Дарина Шмидт Галина Воропай Ольга Кажанова |
| Текст от автора читает                | Олег Куликович |
| Композитор                            | Валентин Васенков |
| Звукорежиссёр                         | Владимир Голоунин |
| Монтаж                                | Роман Смородин |
| Исполнительный продюсер               | Александр Боярский |
| Над пластилиновой заставкой работали: | Сценаристы — Александр Татарский, Георгий Заколодяжный Режиссёр — Сергей Меринов Художник-постановщик — Эдуард Беляев Актёр — Сергей Баталов Композитор — Саша Гусев Оператор-монтажёр — Андрей Пучнин Художник — Галина Голубева Аниматоры — Наталья Акашкина, Наталья Соколова |
| Художественный совет проекта:         | Эдуард Назаров Александр Татарский Михаил Алдашин Валентин Телегин Георгий Заколодяжный |
| Генеральный продюсер проекта:         | Игорь Гелашвили |
| Продюсер:                             | Ирина Капличная |
| Руководитель проекта:                 | Александр Татарский |

## Интересный факт
- В титре ошибочно указан «Актёр — Александр Леньков». То, что это Сергей Баталов, можно догадаться по голосу.[источник?]

## Премьера и награды
- 2005 — Премьерный показ первых 11 фильмов из цикла «Гора самоцветов» состоялся в рамках Х Открытого российского фестиваля анимационного кино в Суздале[1] в феврале 2005 года[2].
- 2005 — Приз ОРФАК — бронзовая девочка с гусем на малахитовой подставке — присужден фильму «Кот и лиса» Константина Бронзита (цикл «Гора самоцветов», Большая киностудия «Пилот») за лучшую режиссуру. Диплом жюри Х ОРФАК в Суздале (2005) "Коллективному разуму Большой киностудии «Пилот», энергично создающему «Гору самоцветов»[3].
- 2005 — XIII фестиваль российского кино «Окно в Европу» в Выборге: в разделе анимационного кино приз «Золотая ладья» получил фильм Константина Бронзита «Кот и лиса»[4].
- 2005 — X Московский Международный фестиваль детского анимационного кино «Золотая рыбка»: приз жюри за лучший фильм для детей фильму «Кот и лиса» реж. Константин Бронзит[5].
- Национальная премия в области кинематографии «Золотой Орел» за 2005 г. в категории «Лучший анимационный фильм» — циклу «Гора самоцветов» (11 мультфильмов 2004 года).